# Bhutan i olympiska sommarspelen 2016
Bhutan deltog med två deltagare vid de olympiska sommarspelen 2016 i Rio de Janeiro. Ingen av landets deltagare erövrade någon medalj.

## Bågskytte
| Bågskytt | Gren                          | Rankningsomgång | Rankningsomgång | Omgång 1                   | Omgång 2          | Omgång 3          | Kvartsfinal       | Semifinal         | Final / BM        | Final / BM       |
| Bågskytt | Gren                          | Poäng           | Seed            | Motståndare Poäng          | Motståndare Poäng | Motståndare Poäng | Motståndare Poäng | Motståndare Poäng | Motståndare Poäng | Placering        |
| -------- | ----------------------------- | --------------- | --------------- | -------------------------- | ----------------- | ----------------- | ----------------- | ----------------- | ----------------- | ---------------- |
| Karma    | Damernas individuella tävling | 588             | 60              | Dasjidorzjieva (RUS) L 3–7 | Gick inte vidare  | Gick inte vidare  | Gick inte vidare  | Gick inte vidare  | Gick inte vidare  | Gick inte vidare |